# .408 Chey Tac
Die .408 Chey Tac ist eine Hochleistungspatrone, die 1998 von John D. Taylor und Willi Wordman entwickelt wurde. Sie soll die Lücke zwischen der .338 Lapua Magnum und der .50 BMG schließen, wobei sie bei größeren Reichweiten die höchste Geschossenergie aller aktuellen Gewehrpatronen besitzt. Verschossen wird diese Munition mit Gewehren wie dem CheyTac Intervention, dem RND Edge 2500, dem österreichischen Voere X3 oder mit den „Ultra long-range“ Gewehren der russischen Firma LobaevArms SVLK-14S TWILIGHT und DXL-4 SEVASTOPOL.
Eine neuere Entwicklung und maßgebliche Konkurrenz für die .408 Chey Tac ist die .375 Swiss P, die aufgrund der Patronenmaße, die in den Schlüsselparametern denen der .338 Lapua Magnum entsprechen, den Vorteil hat, dass solche kleinere Waffen sehr einfach entsprechend umgerüstet werden können.

## Bezeichnung
Im deutschen Nationalen Waffenregister (NWR) wird die Patrone unter Katalognummer 1758 unter folgenden Bezeichnungen geführt (gebräuchliche Bezeichnungen in Fettdruck)
- .408 CheyTac (Hauptbezeichnung)
- .408 Cheyenne Tactical
- .408 CT

## Ballistik
Das Ziel der Entwicklung war, eine kompakte Präzisionswaffe für extreme Reichweiten zu entwerfen. Die bisher angebotenen Lösungen verwenden das Standardkaliber .50 BMG, das ursprünglich für schwere Maschinengewehre konzipiert wurde. Für die genannte Aufgabe eignet sich eine .50er-Patrone gut, das schwere Geschoss verliert durch seine aerodynamische Form wenig an Geschwindigkeit und ist unempfindlich gegenüber Windabdrift, bewirkt jedoch einen erheblichen Rückstoß. Die neue Patrone sollte den Rückstoß zumindest mildern, trotzdem auf große Entfernungen vergleichbare Energiereserven und Genauigkeit bieten. Dazu wurde ein besonders langes und aerodynamisch günstiges Geschoss entworfen, das sich auch jenseits der 2000-m-Grenze mit Überschallgeschwindigkeit bewegt. Damit ist auch die kinetische Energie des Projektils ab 700 m höher als die des .50er-Geschosses. Die effektive Kampfentfernung wird mit 1500 bis 2500 m angegeben.

## Verbreitung

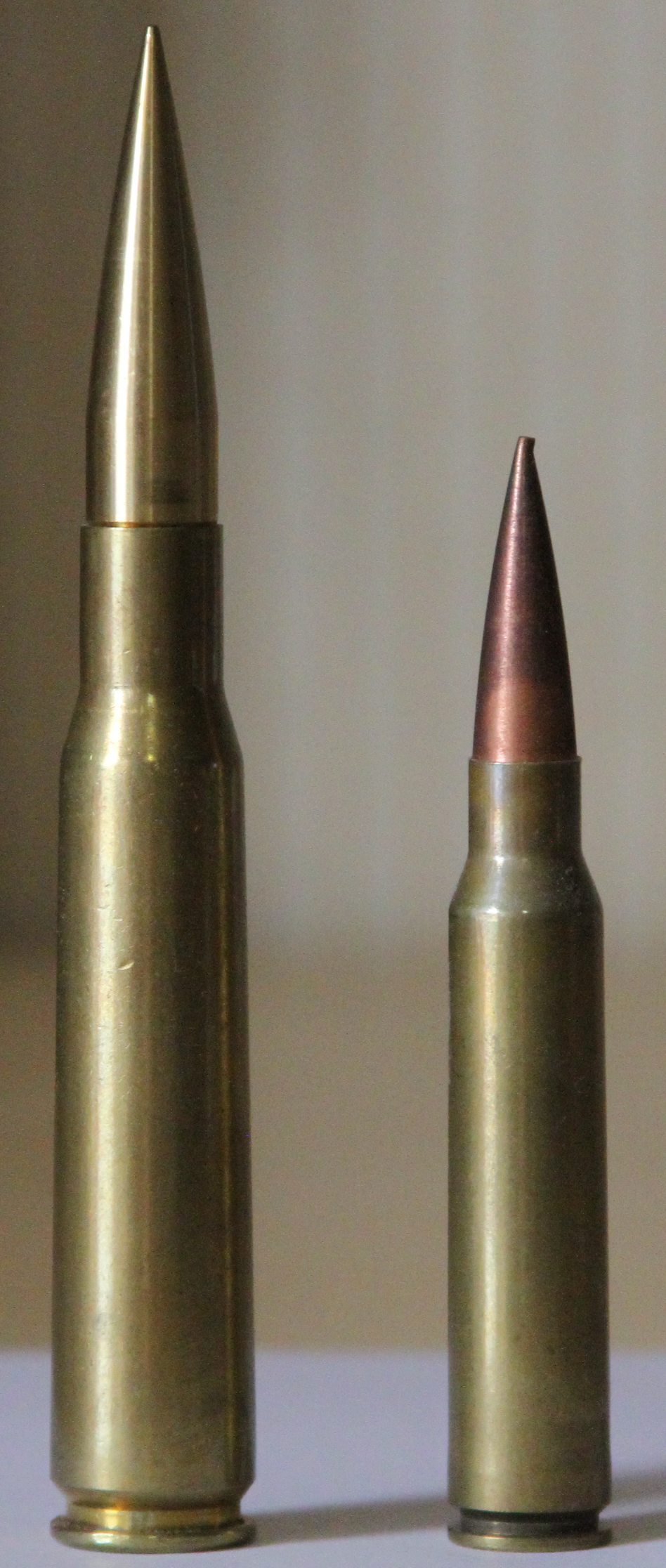
.408 Chey Tac (rechts) im Vergleich mit einer .50 BMG (links)

Die .408 ist eine ausgesprochene Spezialmunition. Sie wurde erst am 22. Mai 2013 offiziell in die Datenblätter der CIP, des internationalen Gremiums für Munitionsstandards, aufgenommen. Die Kombination aus Munition und Waffe wird als hochpräzises Gesamtsystem von der Entwicklerfirma CheyTac LLC angeboten, aktuell nur als Einzellader bzw. als Repetierbüchse. Zum Lieferumfang gehört ein Laser-Entfernungsmesser und ein Ballistikrechner. Auf die Patrone kalibriert, soll dieser nach Eingabe der Umgebungsparameter wie Windgeschwindigkeit, Temperatur, Luftdruck sowie Luftfeuchtigkeit und Erdrotation die Geschossbahn vorausberechnen können. Als Behördenwaffe ist das System bisher nur bei der türkischen Spezialeinheit der Bordo Bereliler sowie der polnischen Einheit GROM im Einsatz.
Im April 2015 gab der russische Hersteller Lobajew Arms bekannt, dass mit dem von ihnen produzierten Scharfschützengewehr SWLK-14S eine Zielscheibe in 3400 Metern Entfernung getroffen wurde.